# (9560) Anguita
Pour les articles homonymes, voir Anguita (homonymie).
(9560) Anguita est un astéroïde de la ceinture principale.

## Description
(9560) Anguita est un astéroïde de la ceinture principale. Il fut découvert le 3 mars 1987 à la station Anderson Mesa par Edward L. G. Bowell. Il présente une orbite caractérisée par un demi-grand axe de 2,17 UA, une excentricité de 0,06 et une inclinaison de 2,4° par rapport à l'écliptique.

## Compléments